# Wilson Reis
Wilson Reis (ur. 6 stycznia 1985 w Januárii) – brazylijski zawodnik mieszanych sztuk walki (MMA), mistrz EliteXC w wadze koguciej z 2008 oraz czterokrotny uczestnik turniejów Bellator MMA, posiadacz czarnego pasa w brazylijskim jiu-jitsu. Były zawodnik Ultimate Fighting Championship.

## Kariera sportowa
W MMA zadebiutował 28 lipca 2007 pokonując Babę Shigeyasu. Na początku 2008 zadebiutował w Elite Xtreme Combat, pokonując Zacha Makovsky'ego przez poddanie. Po wygraniu dwóch kolejnych pojedynków w organizacji, stoczył walkę o inauguracyjne mistrzostwo EliteXC wagi koguciej z Abelem Cullumem, którego pokonał na punkty (jednogłośnie) i został mistrzem. Miesiąc później, organizacja zawiesiła działalność z powodu problemów finansowych, a po niedługim czasie ostatecznie została zamknięta. 
Reis związał się z nowo powstałym Bellator FC w 2009 startując w turnieju wagi piórkowej, ostatecznie dochodząc do półfinału, przegrywając jednogłośnie na punkty z Joe Soto - późniejszym tryumfatorem całego turnieju. W kwietniu 2010 wziął udział w kolejnym sezonie turniejowym, lecz i tym razem jego droga po mistrzostwo zakończyła się na półfinale, ulegając w nim rodakowi Patrício Freire na punkty.
W 2011 jeszcze dwukrotnie starał się zwyciężyć w turniejach Bellatora lecz bezskutecznie. Po ciężkich nokautach z rąk rodaków, Patricio Freire oraz Eduardo Dantasa, został z organizacji zwolniony. Jeszcze w tym samym roku, w grudniu wrócił do Brazylii, pokonując Bruno Menezesa i zostając mistrzem WFE wagi koguciej. 
8 grudnia 2012 poddał Owena Roddy'ego, na gali Cage Warriors 50. Po tym zwycięstwie związał się z największą organizacją MMA na świecie, UFC. W debiucie dla niej 21 września 2013 pokonał Ivana Menjivara na punkty. Przez następne trzy lata uzyskał bilans 3 zwycięstw i 2 porażek. Po wygranej z Dustinem Ortizem, otrzymał szansę walki o mistrzostwo UFC wagi muszej z Demetriousem Johnsonem, która miała się odbyć 30 lipca 2016 lecz ostatecznie do starcia nie doszło z powodu kontuzji mistrza. W zastępstwie za kontuzjowanego Johnsona zmierzył się z Hectorem Sandovalem, którego błyskawicznie poddał w 1. rundzie, duszeniem zza pleców. 
15 kwietnia 2017 zmierzył się w przełożonej walce z Johnsonem o mistrzostwo UFC, którą ostatecznie przegrał przez poddanie w 3. rundzie. 9 września 2017 przegrał z Henrym Cejudo przez TKO w drugiej rundzie.

## Osiągnięcia

### Mieszane sztuki walki[8]
- 2008: mistrz EliteXC w wadze koguciej
- 2009–2011: trzykrotny półfinalista turniejów Bellator FC wagi piórkowej
- 2009: mistrz Extreme Force w wadze piórkowej
- 2011: mistrz WFE w wadze koguciej

### Grappling[9]
- 2001: Mistrzostwa Świata w BJJ – 3. miejsce, niebieskie pasy, juniorzy
- 2002: Mistrzostwa Brazylii w BJJ – 2. miejsce, purpurowe pasy
- 2002: Mistrzostwa Świata w BJJ – 3. miejsce, purpurowe pasy
- 2003: Mistrzostwa Brazylii w BJJ – 3. miejsce, purpurowe pasy
- 2003: Mistrzostwa Świata w BJJ – 3. miejsce, purpurowe pasy
- 2004: Mistrzostwa Stanu São Paulo – 1. miejsce, brązowe pasy
- 2004: Mistrzostwa Brazylii w BJJ – 2. miejsce, brązowe pasy
- 2004: Mistrzostwa Świata w BJJ – 1. miejsce, brązowe pasy
- 2005: Mistrzostwa Brazylii w BJJ – 2. miejsce, czarne pasy
- 2006: Turniej Grapplers Quest – 1. miejsce
- 2006: Turniej Submission de Campos – 1. miejsce
- 2006: Mistrzostwa Panamerykańskie w BJJ – 3. miejsce, czarne pasy
- 2007: Mistrzostwa Brazylii w BJJ – 2. miejsce, czarne pasy
- 2007: Turniej Extreme Grappling Open – 1. miejsce
- 2007: Turniej Arizona Open – 1. miejsce
- 2007: Turniej Copa Atlantica – 1. miejsce